# Micrurus stewarti
Espèce
Statut de conservation UICN

 LC  : Préoccupation mineure
Micrurus stewarti est une espèce de serpents de la famille des Elapidae.

## Répartition
Cette espèce est endémique du Panama.

## Description
Micrurus stewarti est un serpent venimeux.

## Publication originale
- Barbour & Amaral, 1928 : A New Elapid from Western Panama. Bulletin of the Antivenin Institute of America, vol. 1, n. 4, p. 100.